# (39533) 1990 QD3
(39533) 1990 QD3 là một tiểu hành tinh vành đai chính. Nó được phát hiện bởi Henry E. Holt ở Đài thiên văn Palomar ở Quận San Diego, California, ngày 28 tháng 8 năm 1990.